# Хамао, Стефан Фумио
Стефан Фумио Хамао (яп. 濱尾 文郎 Хамао Фумио, 9 марта 1930, Токио, Япония — 8 ноября 2007, там же) — японский куриальный кардинал. Титулярный епископ Орето и вспомогательный епископ Токио с 5 февраля 1970 по 30 октября 1979. Епископ Иокогамы с 30 октября 1979 по 15 июня 1998. Присвоен титул архиепископа ad personam 15 июня 1998. Председатель Папского Совета по Пастырскому попечению о мигрантах и странствующих с 15 июня 1998 по 11 марта 2006. Кардинал-дьякон с титулярной диаконией Сан-Джованни-Боско-ин-виа-Тусколана с 21 октября 2003.